# Bergs socken, Västergötland
Bergs socken i Västergötland ingick i Vadsbo härad, ingår sedan 1971 i Skövde kommun och motsvarar från 2016 Bergs distrikt.
Socknens areal är 42,72 kvadratkilometer varav 41,06 land. År 2000 fanns här 761 invånare.  Kyrkbyn Berg med sockenkyrkan Bergs kyrka ligger i socknen.

## Administrativ historik
Socknen har medeltida ursprung. 
Vid kommunreformen 1862 övergick socknens ansvar för de kyrkliga frågorna till Bergs församling och för de borgerliga frågorna bildades Bergs landskommun. Landskommunen uppgick 1952 i Timmersdala landskommun som 1971 uppgick i Skövde kommun. Församlingen utökades 2002.
1 januari 2016 inrättades distriktet Berg, med samma omfattning som församlingen hade 1999/2000.  
Socknen har tillhört län, fögderier, tingslag och domsagor enligt vad som beskrivs i artikeln Vadsbo härad. De indelta soldaterna tillhörde Skaraborgs regemente och Västgöta regemente, Vadsbo kompani.

## Geografi
Bergs socken ligger norr om Skövde med Billingen i söder och kring sjön Lången i nordväst. Socknen är en odlad slättbygd nedanför Billingen skogrika sluttning.

## Fornlämningar
En boplats med lösfynd från stenåldern är funnen. Från järnåldern finns gravar, stensättningar, domarringar och två fornborgar.

## Namnet
Namnet skrevs på 1330-talet Bergh och kommer från kyrkbyn på Billingen.